# Grimnitzsee (Berlin)
Der Grimnitzsee ist ein 7,22 Hektar umfassender See im Berliner Ortsteil Wilhelmstadt des Bezirks Spandau. Das neben der Havel gelegene und mit dem Fluss verbundene Gewässer ist seit 1955 als Landschaftsschutzgebiet ausgewiesen. Entlang des Westufers zieht sich die Siedlung Birkenwäldchen aus den Jahren 1926/1928, die als Garten- und Baudenkmal in die Berliner Landesdenkmalliste aufgenommen wurde.

## Lage und Geologie

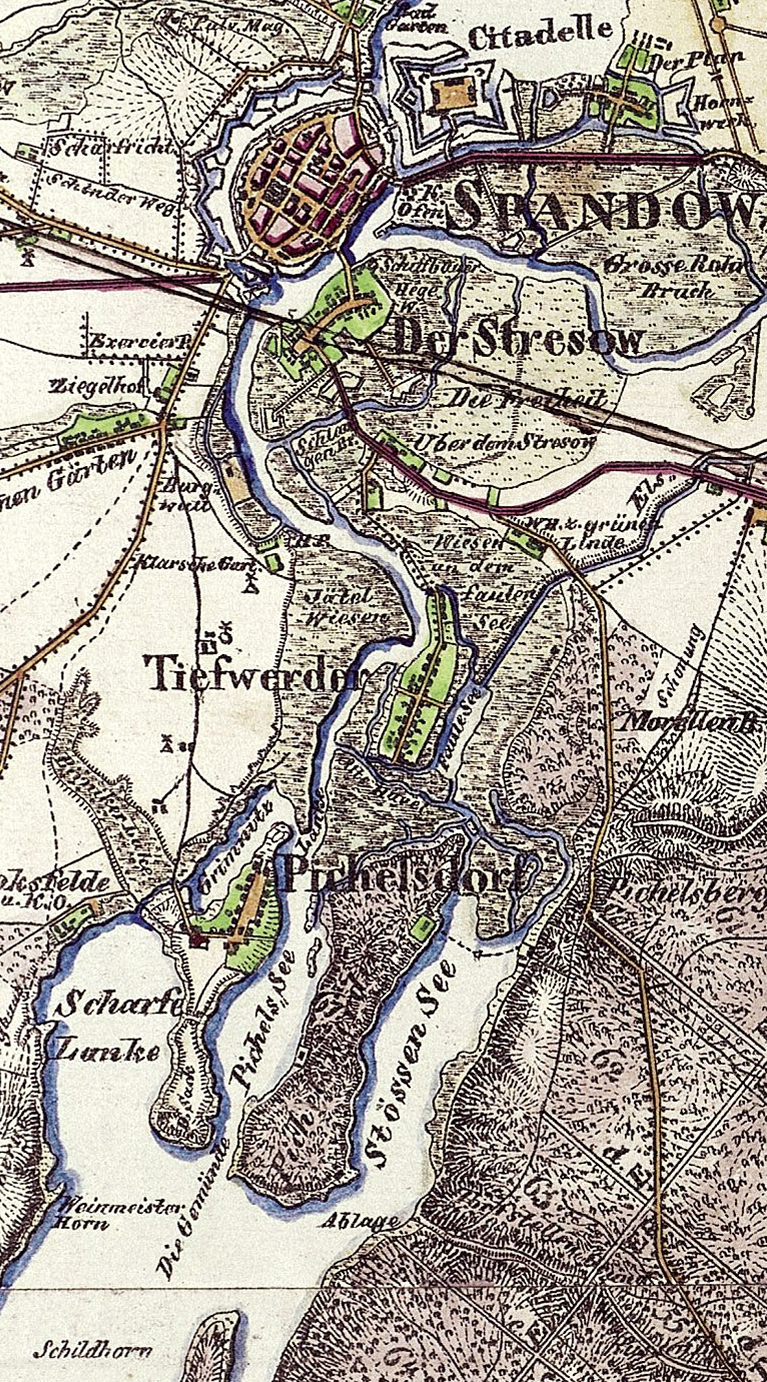
Karte von 1842 (Ausschnitt). Noch ohne Bebauung und ohne die Heerstraße, die das Gebiet heute teilt. Der Grimnitzsee befindet sich vor dem Schriftzug „Pichelsdorf“.

Der rund 200 Meter breite und 400 Meter lange Grimnitzsee liegt in der Wilhelmstädter Ortslage Pichelsdorf. Er befindet sich im Eck zwischen der Heerstraße (gemeinsame Trasse der Bundesstraßen B 2 und B 5), der Pichelsdorfer Straße beziehungsweise dem Tharsanderweg und der Havel, von der ihn ein rund 80 Meter breiter Landstreifen trennt. Der rund 130 Meter lange Grimnitzgraben, der für Sportboote befahrbar ist, verbindet den See mit der Havel. Der Kanal verläuft vom Nordostende des Sees in einem Bogen nach Südosten durch den Landstreifen und erreicht die Havel kurz vor der Freybrücke der Heerstraße. Östlich der Havel schließt sich mit dem Naturschutzgebiet Tiefwerder Wiesen eines der letzten Berliner Überschwemmungs- und Laichgebiete für den Hecht an. Ein kleiner, nicht schiffbarer Graben führt von der Südwestspitze des Sees parallel zur Heerstraße durch eine Uferwiese und dann weiter unterhalb der Pichelsdorfer Straße bis zum Südparkteich im angrenzenden Südpark, der 1923 auf den sumpfigen Wiesen der Börnicker Lake angelegt wurde.
Der See liegt in einer der beiden großen elsterglazialen Abflussrinnen, die das Berliner Stadtgebiet von Norden her erreichen. Die westlich der Havel gelegene Rinne erstreckt sich unter dem Spandauer Forst in südöstlicher Richtung nach Hakenfelde. „Sie setzt sich in der Havelrinne fort, die von Hakenfelde unter der Zitadelle Spandau, die Spree zwischen Mündung und Sophienwerder querend, über den Südhafen Spandau, Grimnitzsee, Pichelssee, Schildhorn, Havelberg, Schwanenwerder, Großer Wannsee, Nikolassee bis etwa nach Dreilinden und weiter nach Süden reicht.“ Im Vergleich zu den heutigen Berliner Fließsystemen und zum Berliner Urstromtal, das sich am Ende der letzten Eiszeit, der Weichseleiszeit, vor rund 18.000 Jahren herausbildete, ist diese Rinne der drittletzten Eiszeit (von 475.000 bis 370.000 Jahren vor unserer Zeitrechnung) sehr alt. Sie reicht bis zu 100 Meter unter NN herab und hat als mächtiger Grundwasserleiter aus glaziären Sedimenten eine hohe Bedeutung für die heutige Berliner Wasserwirtschaft.

## Landschaftsschutzgebiet
Mit Verordnung vom 11. Oktober 1955 stellte das Land Berlin das Seegelände des Grimnitzsees nebst Schilfbestand und Uferwiesen unter Landschaftsschutz. Die Fläche des heute als Landschaftsschutzgebiet Nr. 11 geführten Gewässers wurde in der letzten Änderungsverordnung vom 22. September 1982 mit 7,22 Hektar angegeben. Im Biotop- und Artenschutz führt die Senatsverwaltung für Stadtentwicklung und Umweltschutz das LSG unter Artenreservoire/Verbindungsbiotope als Typ F für Arten feuchter und nasser Standorte (Feucht- und Naßwiesen, Bruchwälder, Gräben, Landseen). In ihrer Vorschlagsliste zu Kompensationsmaßnahmen stellten die Berliner Naturschutzverbände 2005 fest, dass ein Uferstreifen von den Grundstückseigentümern Tharsanderweg in der Verlängerung ihrer Grundstücke (insgesamt 40) als Hausgarten genutzt wird. Als aufwertende Maßnahme zur Renaturierung des Uferbereichs und der Entwicklung von Biotopqualitäten forderte die Arbeitsgemeinschaft die Räumung der Flurstücke und die „Entfernung der illegalen Steganlagen“.

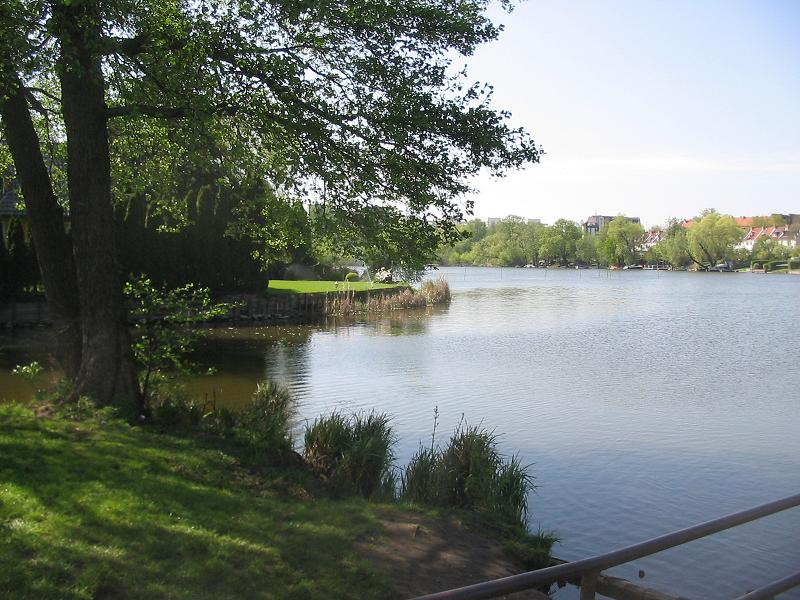
Grimnitzsee mit Mündung des Grimnitzgrabens

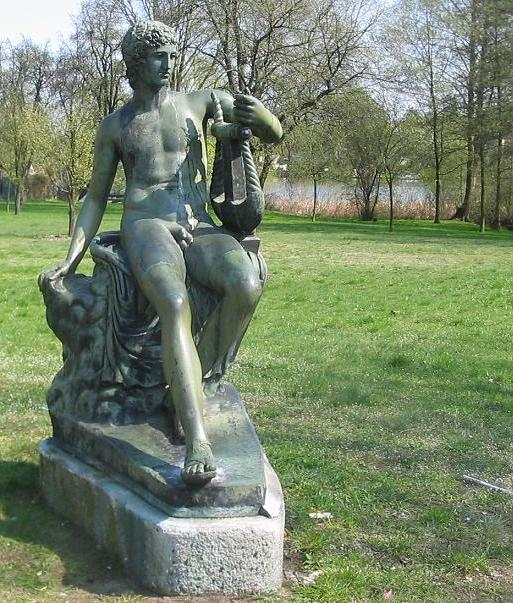
Apollo mit Kithara. Bronzeguss, Künstler und Entstehungsdatum unbekannt

In den Uferzonen des Grimnitzsees findet sich vereinzelt Schilfrohr und auf den Ufern bestimmen Trauerweiden (Salix alba ‚Tristis‘) das Landschaftsbild. In den flacheren Seebereichen dominieren Teichrosen und Weiße Seerosen. Vereinzelt wurden ausländische Seerosen angepflanzt. Nach der Ausbaggerung des Sees 1956 zur Beseitigung der Faulschlammschicht verschwanden Krebsschere, Schwanenblume und Pfeilkraut. Auf dem See sind Enten und Rallen beheimatet. Durch den Verbindungskanal zum Fluss entspricht der Fischbestand dem der Havel, also neben dem Hecht hauptsächlich Aal, Zander, Barsch, Plötze, Schleie und Karpfen.

## Etymologie und slawische Besiedlung
Der Name Grimnitzsee ist slawischen Ursprungs. Nach Winfried Schich leitet sich der Name vom Slawischen gremęc = ‚donnernd‘, ‚lärmend‘ ab. Allerdings gibt Reinhard E. Fischer für den gleichnamigen Brandenburger Grimnitzsee – ohne Nennung des slawischen Grundworts – die Bedeutung See, der mit Gebüsch umgeben ist oder See bei einem Gebüsch, an.
Der Grimnitzsee gehörte früh zum Einflussbereich der bis 1920 selbstständigen Stadt Spandau, die deutlich älter ist als die Berliner Gründungsteile Cölln und Berlin. Eine durch Funde nachgewiesene slawische Siedlung am See war Bestandteil einer Siedelkammer im Einzugsbereich der Heveller-Burg Spandau. Funde aus der suebischen oder noch früheren Siedlungszeiten liegen nicht vor.

## Umgebung und Bebauung

### Kolonie Grimnitzsee und PlastikApoll
Drei Viertel des Ostufers nimmt die Kolonie Grimnitzsee ein, die von der nach Süden trennenden Heerstraße, vom Grimnitzseeostufer, dem Grimnitzgraben zur Havel und der Havel selbst wie eine Halbinsel umschlossen wird. Wassersportvereine und kleinere Einfamilienhäuser nehmen das Gebiet ein, das in den Uferbereichen, abgesehen von einem schmalen Streifen nordwestlich der Freybrücke, öffentlich nicht zugänglich ist. Nördlich des Grimnitzgrabens schließen sich Wiesen an. An der Südspitze des Sees liegt das Ökoprojekt Wildwuchs, ein Teil des Jugendfreizeitheims Wilhelmstadt. Die Einrichtung versteht sich als eigenständiges und unabhängiges umweltpädagogisches Projekt mit stadtteilbezogenen und -übergreifenden Aufgaben, Aktionen und Angeboten. Sie bietet unter anderem ein großes Sport- und Freizeitgelände nach ökologischem Konzept mit einem Biogarten, einem Stall mit Kleintieren und einem Lehmbackofen.
Auf der südwestlichen Uferwiese, Heerstraße Ecke Pichelsdorfer Straße, befindet sich die Plastik Apoll. Sie stellt Apollon dar, in der griechischen und römischen Mythologie der Gott des Lichts, des Frühlings, der sittlichen Reinheit und Mäßigung sowie der Weissagung und der Künste, insbesondere der Musik, der Dichtkunst und des Gesanges. Das Werk eines unbekannten Künstlers und unbekannten Entstehungsdatums wurde 1964 an dieser Stelle aufgestellt und zeigt einen sitzenden, nackten Gott mit einer Kithara. Der Bronze-Guss war früher im Besitz Hermann Görings und gehörte zu dessen Sammlung in Carinhall. Auf die Uferwiese folgen nach Norden die an den See reichenden Grundstücke des Tharsanderwegs und anschließend die Siedlung Birkenwäldchen.

### Siedlung Birkenwäldchen

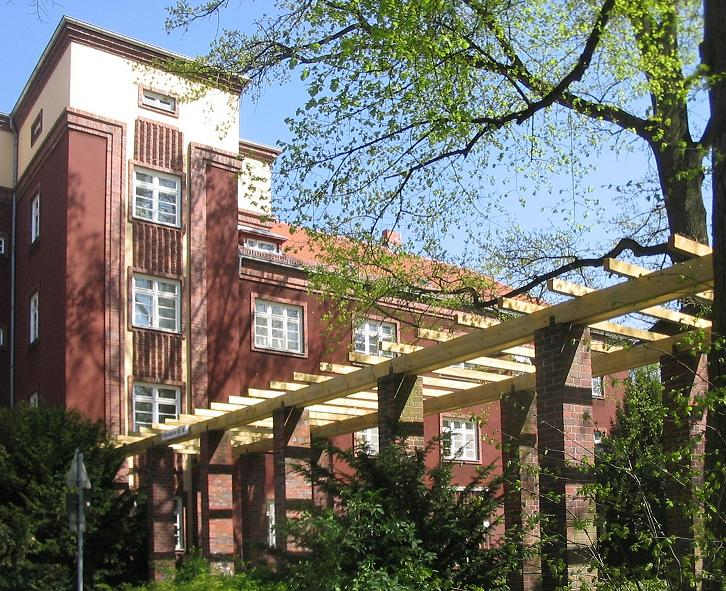
Siedlung Birkenwäldchen, Pichelsdorfer Straße 36

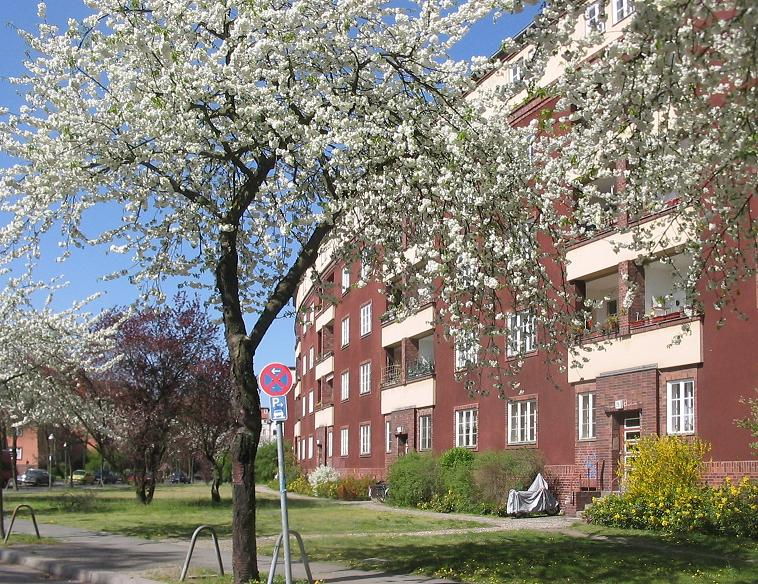
Siedlung Birkenwäldchen, Wohnblock Genfenbergstraße 17–31

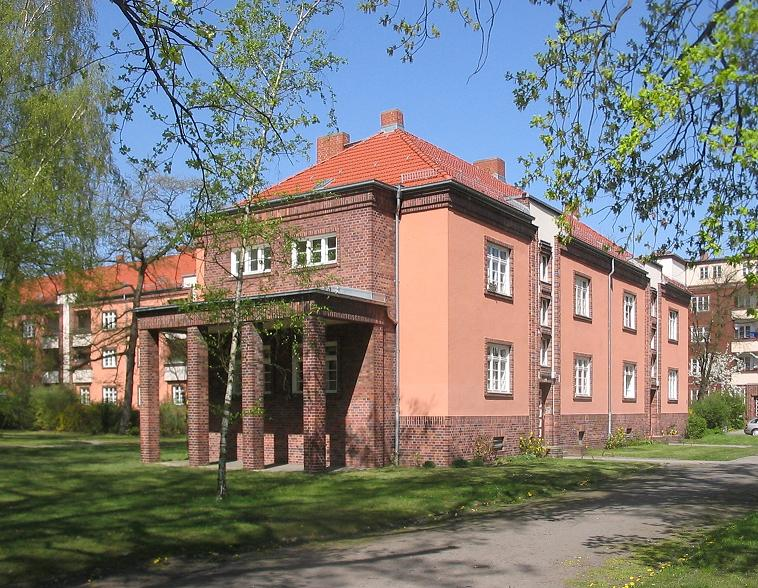
Siedlung Birkenwäldchen

Die Siedlung Birkenwäldchen steht als Gesamtanlage und die Freiflächen der Siedlung stehen als Gartendenkmal unter Schutz. Die Siedlung umfasst die Wohnblocks Pichelsdorfer Straße 28–48, Genfenbergstraße 3–16 und 17–31, Götelstraße 59 (Teil des Blocks Genfenbergstraße 17–31) sowie Grimnitzseeweg 3–15. Die Bauten stammen aus den Jahren 1926 bis 1928 und die Gartenanlage aus dem Jahr 1928. Architekt der Bauten und Gestalter der Freiflächen war der Oberbaurat Richard Ermisch, der unter anderen Berliner Bauten den Gebäudekomplex des Strandbads Wannsee entworfen hatte. Die Ausführung lag in beiden Fällen bei dem Bauherrn Adolf Steil.
Wie bei anderen Siedlungen nutzte Ermisch auch hier expressive Ausdrucksmittel für die viergeschossigen Flachbauten, darunter vielfältig variierte Mauerverbände. Die Fassaden sind in zwei roten Tönen gehalten, von denen sich die weiß abgesetzten Fenster und Dachstöcke abheben. Als besonders markantes Bauwerk sticht der langgezogene Wohnblock Götelstraße 59/Genfenberstraße 17–31 heraus, der im geschlossenen Bogen dem Verlauf der Genfenbergstraße folgt. Die Freiflächen sind als offene Rasenflächen gehalten, die von einigen Birken und an den Gebäuden mit Ziergewächsen wie der Japanischen Kirsche durchsetzt sind. An der Pichelsdorfer Straße lockert ein Säulengang das Bauensemble auf. Die geschützte Grünanlage verfügt über einen Kinderspielplatz. Die Flächen setzen sich als parkähnliche Anlage bis an das Ufer des Grimnitzsees fort, wobei die weiten lichten Wiesen in diesem Teil neben Birken von einigen Laubbäumen bestanden sind.

### Straßennamen
Weitere Hinweise zur Geschichte des Gebietes geben die Straßennamen der Siedlung. So ist die Götelstraße nach den Götelwiesen oder dem Götelfeld benannt, die sich nördlich des Grimnitzsees befanden und wahrscheinlich früher Jätelwiesen oder Jätelfeld hießen (siehe auch historische Karte oben). Den Namen erhielt die Straße bereits vor 1879. Die Genfenbergstraße trägt den Namen des Lehrers Johannes Genfenberg, der in der ältesten Urkunde der Spandauer Stadtschule von 1330 als Direktor erwähnt wird. Der Tharsanderweg führt das Pseudonym des Theologen und Schriftstellers Georg Wilhelm Wegner im Namen, dessen teilweise erhaltene umfangreiche Bibliothek einen großen Teil des historischen Bestandes der Kirchenbibliothek im Museum der St.-Nikolai-Gemeinde in Spandau bildet.